# 鈴木ありす
鈴木 ありす（すずき ありす、2月14日 - ）は、日本のAV女優・元ストリッパー。

## 略歴・人物
2008年8月、ドリームチケットからデビューした。
2011年11月21日、東洋ショー劇場にてストリップデビュー。
2012年5月19日、AV出演時に「Alice」名義を使用し始める。

## 出演作品

### アダルトビデオ
2008年
- 制服美少女と性交 （8月15日、ドリームチケット）
- 可愛いじゃん! Pin up Girl #004 ありす （8月16日、鶴亀ドラゴンズ）
- 同級生 留美×良子 （10月4日、ハマジム） ※「留美」名義
- ありす （10月13日、無垢） ※「ありす」名義
- あすかとありす （11月13日、無垢）…共演:小日向しおり ※「ありす」名義
- 走る! 飛ぶ!! 揺れる!!! 女子校生大集合 体育祭　（11月19日、Kichu）
- ロリータ美少女と性交 （11月22日、ドリームチケット） ※「アリス」名義
- ギプス （12月6日、ハマジム） ※「留美」名義
- 過激!! 究極美人SOD女子社員 痙攣薬漬け・痴漢 （12月18日、SODクリエイト） ※「野村葉子」名義
- 女子校生激イカセアクメ 中出しごっくん乱交スペシャル （12月19日、Kichu）共演:椿まひる、みづき伊織
- スゴ〜く!制服の似合う素敵な娘 ありす （12月25日、オーロラプロジェクト）　※「ありす」名義
- kawaii*special ショートカット美少女デラックス! （12月25日、kawaii*）共演:原明奈、亜梨、時東しずく

2009年
- 性交日記 （1月24日、オーロラ・プロジェクト）
- スゴ〜く!制服の似合う素敵な娘 ありす 2 （1月25日、オーロラ・プロジェクト）
- ダブルごっくん美少女 みんなの精子飲ませて下さい… （2月19日、エムズビデオグループ）共演:つぼみ
- 爆音バイブ付きスニーカーを履いて新宿ア○タ前に初めてのアクメお散歩にイクッ!! （2月19日、SODクリエイト）共演:南つかさ、岡本きら
- オチンチン大好き女子校生のフェラチオ三昧! （3月19日、Kichu）
- ロリロリ! SEXメイド ありす&夢 （4月13日、オーロラ・プロジェクト）共演:叶夢
- 催眠【赤】DX XX 〜ドキュメント編〜 （4月17日、アウダースジャパン）
- 催眠【赤】DX XX 〜スーパーmc編〜 （4月17日、アウダースジャパン）
- 催眠【赤】DX XX 〜スーパーコンプリート編〜 （4月17日、アウダースジャパン）
- ネオロリ!! 蜜桃尻エロキュート美少女HIP （4月25日、オーロラ・プロジェクト）
- 女装したまま犯されちゃった僕 （5月1日、MOODYZ）共演:マリエ、榊なち
- 援交 転校生 （5月8日、アップス）
- 万引き親子輪姦レイプ （5月19日、CROSS）共演:北島玲
- 幼精 -Loli fairy- 8(5月20日、K-Tribe)
- 薄幸姉妹 借金奴隷(5月21日、HIBINO)共演:榊なち
- 月刊ワイセツ少女 激しく責められ玩具にされる美少女 （5月23日、オーロラ・プロジェクト）
- 禁断な従姉妹同士の関係 （6月5日、アウダースジャパン）共演:松下ゆうか、星優乃、小泉梨菜
- DOKIレズ 35 （6月5日、アウダースジャパン）共演:星優乃 他出演:松下ゆうか、小泉梨菜
- 美少女監禁飼育 10 （6月15日、テイクワン）　※「えみ」名義
- まだ性に目覚めていないうぶな○○生にまだみぬ女の快楽を目覚めさせろ （6月18日、ナチュラルハイ）共演:つぼみ
- 突然背後からお嬢さんに手コかれちゃった僕。 （6月25日、アロマ企画）オムニバス作品 他出演:石川みずき、長谷川ココ、鈴木千里、桜庭彩、向坂美々、赤西あずさ
- エロ美少女に丁寧語で抜かれ続けてみませんか （6月25日、アロマ企画）共演:つぼみ
- 癒らし。VOL.61 （7月3日、アウダースジャパン）
- In your room 05 （7月17日、ゴーゴーズ）
- 14人の部活少女 （7月19日、Kichu）他出演:みづき伊織、吉沢みなみ、椿まひる ほか ※総集編
- 淫欲 手篭めにされた若妻 （7月23日、ヒビノ）
- 「キスまで3cm 女性専用車両で熱い吐息がかかるほど密着したらヤられた」 VOL.1 （7月23日、DANDY）共演:飯島くらら
- 実録!某エロ本出版社のちょっぴりHな街頭インタビューに恥ずかしがりながらも答えてくれた‘むっつりスケベ’な素人に（；´Д｀）ハァハァ興奮しすぎて公衆の面前で中出しまでしちゃったよ 2 （8月16日、マキシング）
- 性癖告痴 006 （8月21日、ゴーゴーズ）
- ディルドにまたがる女子校生 3 （8月25日、アロマ企画）オムニバス作品 他出演:七咲楓花、赤西あずさ、結城かれん、小宮ゆい、さくら美羽、鈴木千里、東野愛鈴
- 悶絶・絶叫・絶頂激イカセスペシャル （9月19日、Kichu）共演:早乙女ルイ、吉沢みなみ、工藤れいか、椿まひる、みづき伊織
- 愛欲のオフィス　新入女子社員制服の下の白い肌 （9月19日、ヒビノ）
- 純白 放課後スク水倶楽部 ありす 1*歳 （10月1日、GLAY'z）
- Men's コンビニエンス1 （11月4日、GLAY'z）
- ザーメン中出し凌辱女子校生 （12月1日、ワンズファクトリー）

2010年
- 百合のつぼみ（1月8日、I.B.WORKS）共演:麻倉憂
- いもうとLOVE2 ありす（1月15日、K-Tribe）
- 淫尻授業 鈴木ありす(2月5日、実録出版)
- 清純美少女クラブ3（2月15日、K-Tribe）
- 腋舐めレズ（2月18日、KEU）共演:井川ゆい
- 鈴木ありすがAV女優になった理由（2月20日、デジタルプラネット）
- ロ●ータ中出し強姦（2月26日、TMA）
- ガマン汁全開！！亀頭責め手コキ（3月1日、ワンズファクトリー）
- 嫁の居ぬ間に○○しちゃった俺 2（3月4日、アキノリ）
- 貧乳縞パンツインテール（3月12日、TMA）
- 僕だけの宅配メイド5号（3月15日、K-Tribe）
- 泣く女 2（3月18日、KEU）オムニバス作品 他出演:森ななこ、森山みき、星崎アンリ
- 禁断の扉4 (4月2日、アウダースジャパン)共演:高橋メイ、篠原奈美、平松恵理香
- DOKIレズ 44 (4月2日、アウダースジャパン)共演:高橋メイ、篠原奈美、平松恵理香
- ロリコンサイトに流出した少女集団レイプ連続中出し投稿映像（4月23日、I.B.WORKS）
- 誰にも言えない禁断のレズ恋愛 私の初めては家庭教師の女の先生 (6月10日、ディープス)共演:早乙女ルイ
- ズボズボ！指入れオナニー 6 (7月2日、オフィスケイズ)オムニバス作品 他出演:伊沢美春、MOE、榊なち、鷹宮りょう
- 美尻ディルドオナニー (7月2日、オフィスケイズ)オムニバス作品 他出演:大槻ひびき、榊なち、鷹宮りょう
- パンティ尻ずり (7月16日、オフィスケイズ)オムニバス作品 他出演:榊なち、MOE、鷹宮りょう、伊沢美春
- 花咲ナカバのレズビアンサークル ラブラブカップルデート編 (9月3日、虎堂)共演:桐原あずさ、桜井つばさ、倉科さやか、姫乃未来
- 男装♂フェラ (9月17日、オフィスケイズ)オムニバス作品 他出演:相澤ほなみ、大槻ひびき、成瀬心美、椿まひる
- 何度も何度もイキまくるオナニー2 (10月1日、オフィスケイズ)オムニバス作品 他出演:大槻ひびき、二ノ宮涼、榊なち、倉科さやか
- フェラ語 VOLUME.02 (10月1日、オフィスケイズ)オムニバス作品 他出演:大槻ひびき、新山ゆきみ、成瀬心美、椿まひる
- 素人参加型 エロ美少女のせんずりカウンセリング 〜五感を刺激するオナニーサポート (10月25日、アロマ企画)オムニバス作品 他出演:瀬名あゆむ、椿まひる、早乙女ルイ
- 催眠中毒 -モデル ありす 22才- (7月31日、出演モデル ありす 22才 、レーベル 催眠中毒シリーズ)

2011年
- 禁断の罠2 (1月7日、アウダースジャパン)共演:早乙女ルイ、大島みなみ、野中あんり
- DOKIレズ 53 (1月7日、アウダースジャパン)共演:早乙女ルイ、大島みなみ、野中あんり
- 近親*姉妹レズ vol.4 -禁断のメヌエット- （1月13日、U&K）共演:大島みなみ
- 父親子●近親相姦 Father Fucker （1月13日、妄想族）
- 里親近親相姦　義父と幼女【第2章】 （1月25日、JUMP）
- 「ママには言わないで…」ロリ性感オイルマッサージ 7 （2月16日、Lotus）
- 本当にいた！違法風俗店で働く女子校生 （2月25日、盗撮天国）
- SEXアルバイト〜いつもパンティーは汚れています （2月25日、FAプロ）
- お兄ちゃん らめぇぇぇ! 2 可愛くてエッチないもうと20人 （3月7日、桃太郎映像出版）
- 夜行バスで隣り合わせたこの春上京するうぶな娘グループを痴漢で感じさせろ!! （3月19日、ナチュラルハイ）
- 超人気声優！？ 平○綾 （4月7日、SODクリエイト）
- 女子校生の巨尻ディルドオナニー （4月11日、オフィスケイズ）
- 修学旅行ではじめて東京にやってきた田舎の女子●学生がオチ●ポ初体験!! （4月20日、ピーターズ）
- 聖☆おま○こ女学園 No.3（4月22日、DIVA）
- 愛するあなたへ…お仕置きです　女教師は二度犯される!!（4月25日、FAプロ）
- 女子校生自画撮りオナニー VOL.2 〜絶頂お漏らし，ver〜（5月2日、虎堂）
- 手コキクリニック14（5月7日、SODクリエイト）共演:加藤なつみ、大堀香奈、浅見友紀、つきのひかり、早乙女美麗、小倉もも
- 素人SEX　女子校生美少女ありす（5月27日、SweetGirl）
- 爆音フェラ No2（5月27日、オフィスケイズ）
- S-Cute Bookmark 14 制服ラプソディ (6月1日、S-Cute)オムニバス作品 他出演:月野りさ、水玉レモン、麻倉憂
- クレーム対応に来た女は「断らない」から絶対ヤレる! 8（6月4日、アイエナジー）
- 女子校の女生徒は男子に免疫が無いのでトイレで待ち伏せして勃起チ○ポで飛び出したらヤラせてくれた（6月4日、ヒビノ）
- 社内情事 淫乱OL ありす（6月13日、隼エージェンシー）
- 美少女制服レズ日記 4（6月20日、ピーターズ）共演:長谷川しずく
- 久しぶりに再会したイモ同級生がみんな超カワイイギャルになっていたので一緒に夏祭りに行くことに。エロい浴衣姿に熱くなる股間を隠そうとすると、吐息をもらし体を密着させてきた。（8月6日、GARCON）
- 接吻されながらエロ目線で見つめられながら、シコシコ手こきをしてくれる人妻たち （12月25日、隼エージェンシー）オムニバス作品 他出演:吉澤レイカ、早乙女ルイ、水嶋あい、門田まつり、星崎アンリ、松すみれ、羽月希、坂本ひかり、町田みなみ、牧野絵里、来栖あさみ、本多成実、小倉もも、高橋怜奈、星野あいか、金崎あい、中川純、井川あいな、及川はるな、小川奈々、秋野みさき、京野ななか、吉倉いずみ、南レイ、渋谷莉子、坂上ゆあ、山城美緒、姫川きよは、初春さくら、来栖なほ ほか

2012年
- 女学生ロマンセックス 中年オヤジ好きJK（1月25日、サイドビー）
- 強制体液搾取研究所（2月13日、ムーディーズ）共演:桃音まみる、夏川未来
- MOODYZファン感謝祭 バコバコバスツアー2012 小悪魔痴女たちの誘惑大乱交SP（3月13日、ムーディーズ）共演:Maika、さとう遥希、愛原さえ、ももかさくら、霧島あんな、長澤あずさ、大槻ひびき、このは、羽月希、すずきりりか、木下若菜、真木今日子、そらのゆめ、杏子ゆう、初美沙希
- AKIBA系アイドル 生殖器破壊行為よだれだらだら（3月20日、ユープランニング）
- 清純派美少女 鈴木ありすがAliceに改名して覚悟のアナル解禁!（5月19日、クロス）「Alice」名義
- 鈴木ありす7時間57分スペシャルMIX（5月25日、オーロラプロジェクト）個人総集編、共演:叶夢
- 乱れ着衣で淫乱フェラ（6月5日、ジャネス）「Alice」名義、共演:深田梨菜、有村千佳、岩佐あゆみ
- 肛門イグイグ大乱交（6月19日、乱丸）「Alice」名義、共演:羽月希、榊なち
- 超エッチなシマパン娘（6月19日、Fetish Box/妄想族）「Alice」名義
- 公衆便所舐めまわし 変態女子校生2（6月19日、クロス）「Alice」名義
- レズで濡れた女子校生たち（6月22日、レディース・ルーム）共演:前田陽菜、篠原友里恵、佐伯奈々、星川はな、飯島くらら、大島みなみ、美咲結衣、川上ゆう、桜井エミリ、工藤れいか、青木菜摘
- いんこう 女子 18才（7月1日、FAプロ）共演:あすかみみ、三橋ひより、綾咲くるみ
- 性処理肛門当番3（7月1日、ムーディーズ）「Alice」名義、共演:平子知歌、芹菜ゆき
- 脳とアナルを同時に犯される 淫語ペニバン美少女 2（7月5日、未来）「Alice」名義
- エッチ大好きJK達の世界一濃厚でいやらしい接吻とSEX（7月25日、サイドビー）共演:羽月希、川島まいな、綾見ひかる
- ぶっかけ中出しアナルFUCK!（8月1日、ムーディーズ）「Alice」名義
- 連射PANIC!!! 終わらない男汁搾取 2（8月5日、ジャネス）「Alice」名義、共演:榊なち、杉菜つくし、宮下つばさ
- 女が作る女同士の世界 レズビアン乱交（9月1日、ズッコン/バッコン）「Alice」名義、共演:橘ひなた、初美沙希、ミュウ
- 可愛い女子校生ギャルカップル 濃厚な体液まみれのラブラブレズビアン（9月6日、GARCON）共演:友田彩也香、桜りお、中山エリス、妃乃ひかり、赤西ケイ
- サラリーマンエロス 結局職場でやられるだけの女（10月1日、FAプロ）共演:月島うさぎ、綾咲くるみ
- kira☆kira BLACK GAL SPECIAL 黒ギャル学園☆女子校生ノーブラ・ノーパン中出し猛烈大乱交（11月19日、kira☆kira）「Alice」名義、共演:小西レナ、水城りあ、橘亜希

### オリジナルビデオ
- ネ申アイドル総選挙バトル（2011年8月3日、アルバトロス）

### WEB
- Girlz HIGH!
- デジグラ

### 歌
- Last kiss[1]（2012年10月3日配信開始、Milky Pop Generation）他2曲[2]

### 舞台
- アフリカ座VIVID COLOR vol.4「Re:born〜リボン〜」（2012年2月11日-14日、TACCS1179）

## メディア

### テレビ番組
- NEWSヴァギナ（2011年4月7日－、パラダイステレビ）レギュラー出演